# 大泉町
大泉町（おおいずみまち）は、群馬県邑楽郡の町。1957年（昭和32年）3月に大川村と小泉町が合併して誕生した町である。太田都市圏に属する。

## 概要
人口は41,762人（2023年3月末現在）で、群馬県内では最も人口の多い町である（次いで多いのは佐波郡玉村町）。これは、北関東3県（茨城県、栃木県、群馬県）の町では2番目に多く、関東地方の町の中では5番目に多い（2022年10月1日現在）。また、人口密度は北関東3県の市町村の中で最も高く、関東地方の町の中では6番目に高い（2022年10月1日現在）。隣接する太田市と共に日系人労働者が多い町であり、外国人人口の比率は県内一の約19.75％（2023年3月末現在）で、46ヶ国の人々が在住している（2022年3月現在）。また、その多くはブラジルやペルー出身の日系人という特徴を持っている。ネパール人の住人も2011年から2018年にかけて82人から671人に増加しているほか、ボリビア人も移住している。外国人住民の約70％が10年以上在住している。
SUBARU群馬製作所大泉工場や味の素冷凍食品関東工場、パナソニック東京製作所（旧三洋電機東京製作所）など工業が盛んで、これらの企業からの税収があるため、交付金不交付団体を続けていたが、2010年度の交付金の再算定で400万円の財源不足となり34年ぶりに交付団体に転落した。2011年度には再び不交付団体となったものの、2020年度には再び交付団体に転落した。なお、令和4年度の財政力指数では、大泉町は0.9288であり、2位の太田市の0.8874を抑えて群馬県内で一番の高さである。県内の自治体で生産年齢人口割合が最も高く（64.5％）、老年人口割合が最も低い（23.5％）自治体でもある（2022年10月1日現在）。

## 地理
群馬県南東部の関東平野北部に位置し（上毛かるたに「鶴舞う形の群馬県」と詠われている鶴の首部分に位置する）、高低差の少ない比較的平坦な地形である。町域の面積は約1803ヘクタールで北関東3県で最も小さい市町村である。また、関東平野の一角にあり地形は平坦である。遠望に群馬県を代表する上毛三山の赤城山・榛名山・妙義山を望む。
- 河川
  - 利根川（町の南部を流れる）
  - 休泊川（安土桃山時代頃に大谷休泊が主体となってつくられた人工河川。昔から休泊堀という名で用水路として使われてきた。）

### 隣接している自治体
- 群馬県
  - 太田市
  - 邑楽郡：大泉町、邑楽町、千代田町
- 埼玉県
  - 熊谷市

## 歴史
第二次世界大戦前には中島飛行機小泉製作所があり、戦後は三洋電機（現パナソニック）や富士重工業（現SUBARU）の工場となった。1990年の出入国管理法の改正によってブラジル、ペルー等の日系人が日本国内で自由に働けるようになったため、人手不足から町では日系人を積極的に誘致し、これら外国人の住民登録者が8,247人、全人口の約19.75%（2023年3月末現在）を占めるようになった。なお、人口に対する外国人比率が高い自治体としては北海道勇払郡占冠村（31.99%）、大阪府大阪市生野区（22.11%）に続いて3番目である(2020年1月1日現在)。

町内にある海外交流施設
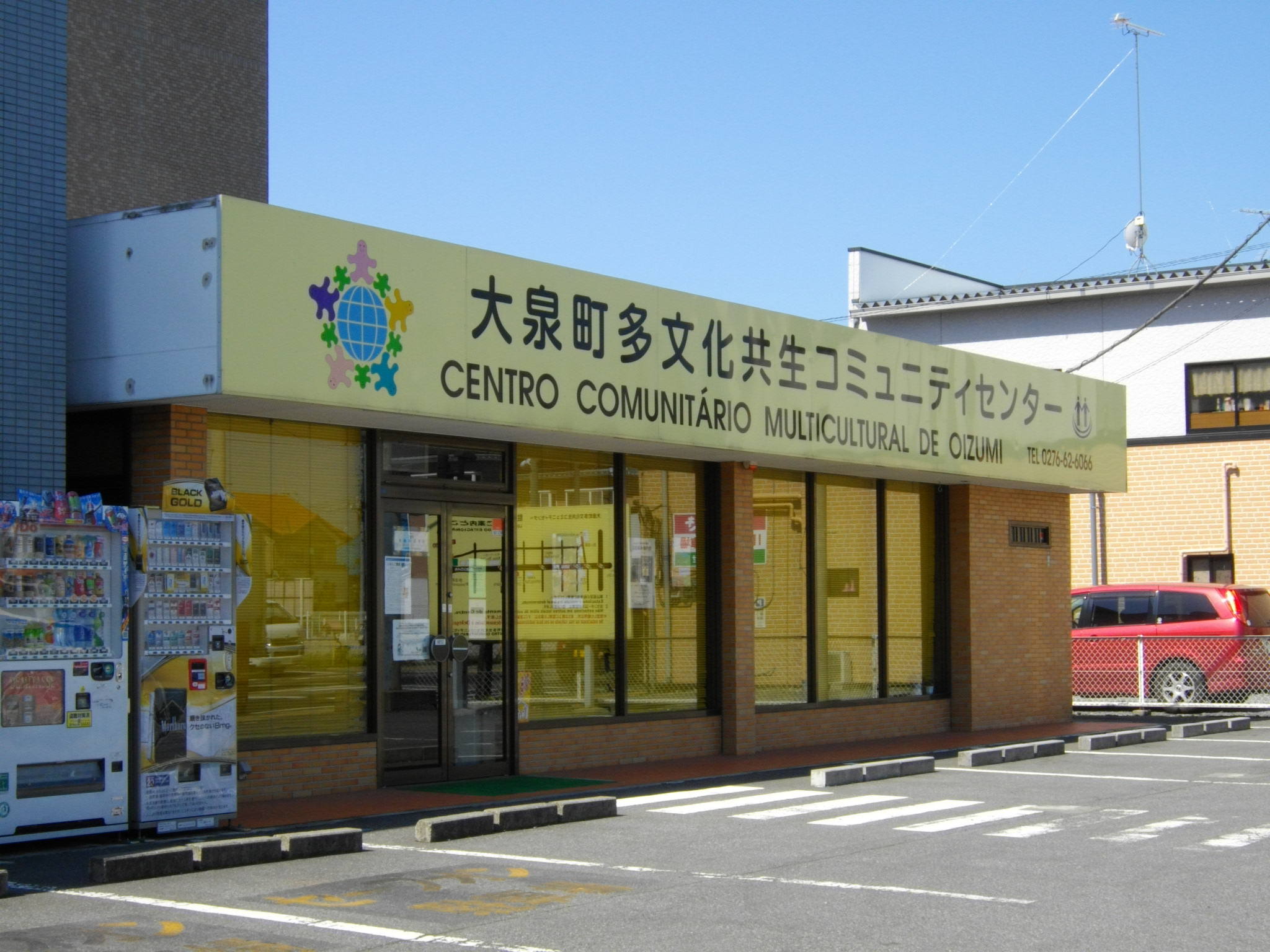
旧多文化共生コミュニティセンター
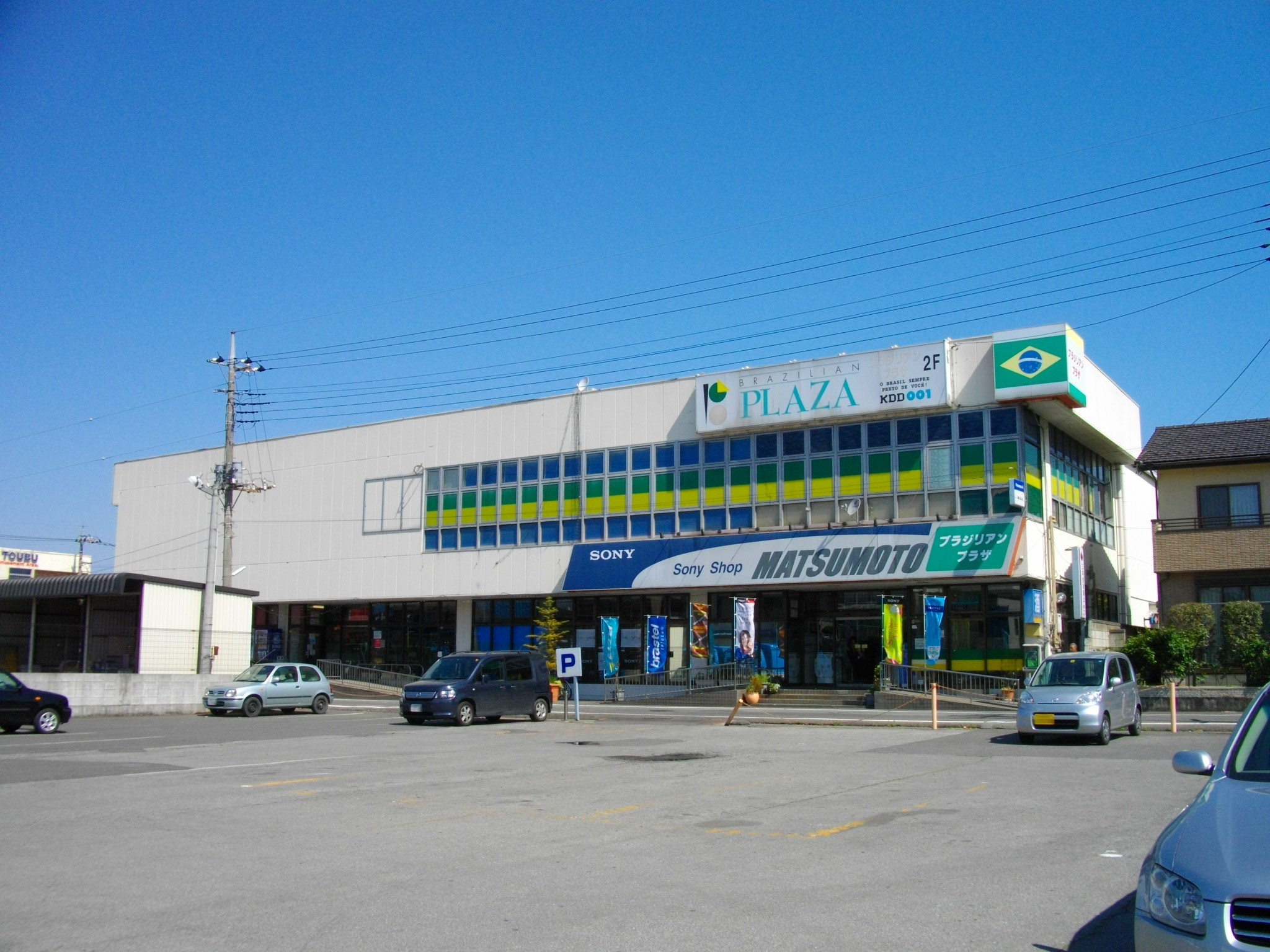
ブラジリアンプラザ
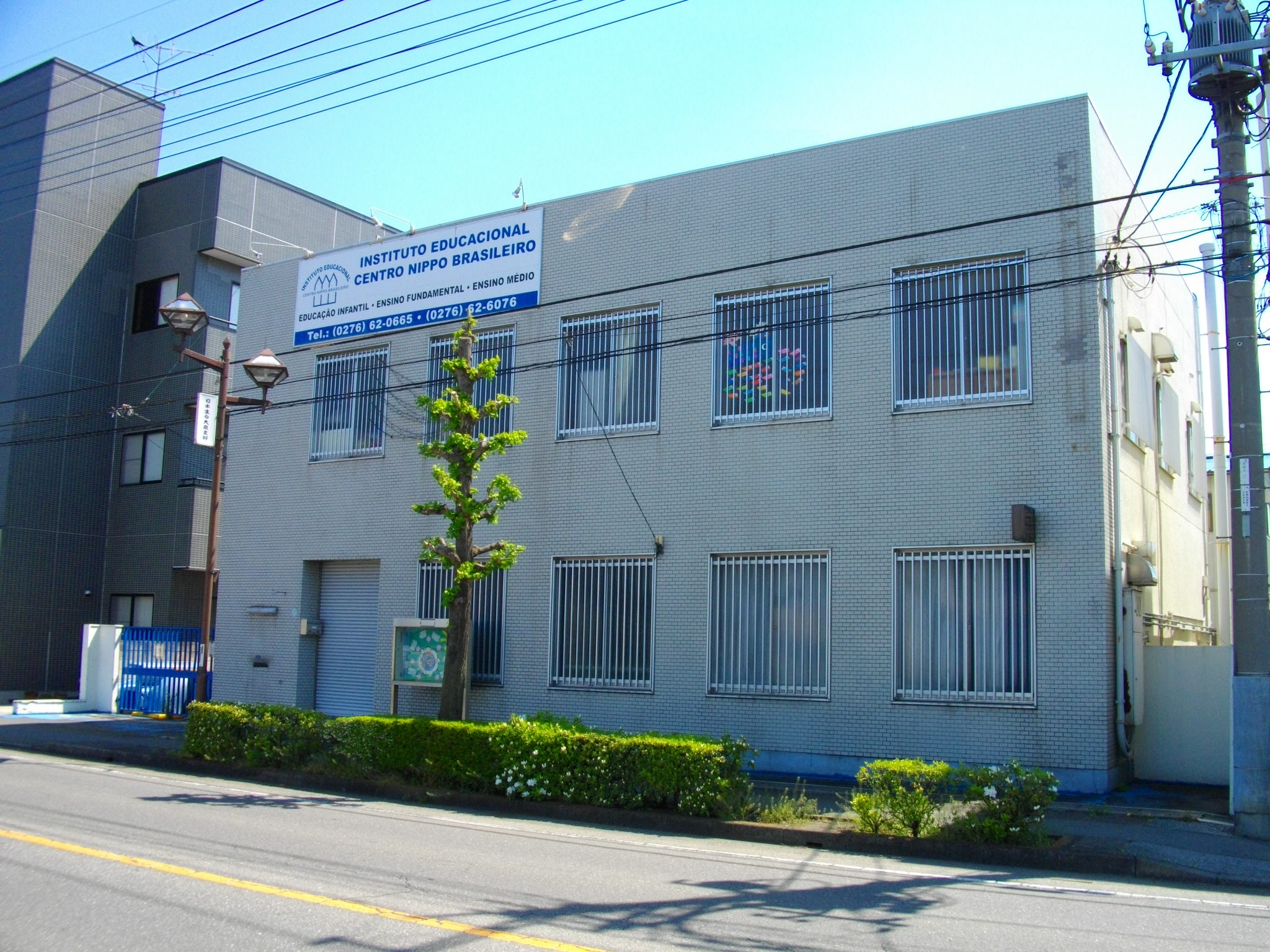
日伯学園（ブラジル学校）

### 沿革
- 1889年（明治22年）4月1日 - 町村制施行に伴い、邑楽郡に小泉村と大川村が成立。
- 1902年（明治35年）7月25日 - 小泉村が町制により小泉町となる。
- 1957年（昭和32年）3月31日 - 邑楽郡小泉町と大川村が合併し、大泉町となる。

### 平成の大合併

#### 太田市との合併協議
- 2008年（平成20年）7月4日 - 太田市と任意合併協議会設置。
- 2009年（平成21年）
  - 4月13日 - 合併反対派の斉藤直身の当選に伴い、合併が白紙となる。
  - 5月1日 - 任意合併協議会解散。

#### 邑楽郡3町（当町・邑楽町・千代田町）との合併協議
- 2004年（平成16年）
  - 7月10日 - 邑楽郡邑楽町・千代田町と法定合併協議会設置。
  - 9月18日 - 邑楽町が町内への新庁舎の設置を求めたことにより合併協議が難航し、法定合併協議会休止。
  - 12月8日 - 合併特例法期限内での3町での合併を断念。

近年では、館林市が大泉町以外の邑楽郡4町との合併を視野に入れており、邑楽町長と千代田町長がこれに積極的な意向を示している。これが実現すると大泉町が東毛地域で唯一の町村へとなる。

## 行政

### 町長
村山俊明（2013年5月5日就任、3期目）

### 町役場
出典：
〒370-0595 大泉町日の出55-1
昭和49年築造。鉄筋鉄骨コンクリート造地下1階地上4階建。建物内に群馬銀行ATMや東和銀行ATMが設置されている。

#### 新大泉町役場庁舎建設計画
現大泉町役場の老朽化や耐震性の不足、分散した庁舎機能の統合化が必要等を理由に、2025年（令和7年）中までに新庁舎の建設を計画している。
〒370-0595 大泉町日の出188、住吉2742-2
地上3階建または地上4階建。建物内に金融機関ATM、駐車場に電気自動車用充電設備の設置が検討されている。

### 町紋章
大と泉の「い」を図案化したものである。1961年（昭和36年）1月1日制定。

### マスコット
マスコットキャラクターの募集を2022年6月ごろに行っていた。群馬県のマスコットキャラクター「ぐんまちゃん」のサンババージョンがよく町のマスコットキャラクターのかわりとして使用される。このサンババージョンぐんまちゃんは大泉町の婚姻届や、小型特殊自動車用のご当地ナンバープレート等に用いられている。2023年9月、10月に行われた公式マスコットキャラクター総選挙で「イズミオ〜」が1位となり、公式マスコットキャラクターとなった。

## 立法

### 町議会
- 定数：15名（1名辞任により現在14名）
- 任期：2021年（令和3年）5月5日 - 2025年（令和7年）5月4日

### 県議会
- 選挙区：邑楽郡選挙区
- 定数：3名
- 任期：2023年（令和5年）4月30日 - 2027年（令和9年）4月29日[27]

| 議員名       | 会派名     | 備考 |
| ------------ | ---------- | ---- |
| 久保田順一郎 | 自由民主党 |      |
| 川野辺達也   | 自由民主党 |      |
| 森昌彦       | 自由民主党 |      |

### 衆議院
- 任期 ： 2024年（令和6年）10月27日 - 2028年（令和10年）10月26日（「第50回衆議院議員総選挙」参照）

| 選挙区                                        | 議員名     | 党派名     | 当選回数 | 備考     |
| --------------------------------------------- | ---------- | ---------- | -------- | -------- |
| 群馬県第3区（大泉町、太田市、館林市、邑楽郡） | 笹川博義   | 自由民主党 | 5        | 選挙区   |
| 群馬県第3区（大泉町、太田市、館林市、邑楽郡） | 長谷川嘉一 | 立憲民主党 | 2        | 比例復活 |

## 人口
| |                                        |  |
| 大泉町と全国の年齢別人口分布（2005年） | 大泉町の年齢・男女別人口分布（2005年） |  |
| ■紫色 ― 大泉町 ■緑色 ― 日本全国 | ■青色 ― 男性 ■赤色 ― 女性              |  |
| 大泉町（に相当する地域）の人口の推移 \| 1970年（昭和45年） \| 25,149人 \| \| \| 1975年（昭和50年） \| 28,377人 \| \| \| 1980年（昭和55年） \| 31,282人 \| \| \| 1985年（昭和60年） \| 35,925人 \| \| \| 1990年（平成2年） \| 39,232人 \| \| \| 1995年（平成7年） \| 41,100人 \| \| \| 2000年（平成12年） \| 41,403人 \| \| \| 2005年（平成17年） \| 41,466人 \| \| \| 2010年（平成22年） \| 40,257人 \| \| \| 2015年（平成27年） \| 41,202人 \| \| \| 2020年（令和2年） \| 42,089人 \| \| |                                        |  |
| 総務省統計局 国勢調査より |                                        |  |
| 1970年（昭和45年） | 25,149人                               |  |
| 1975年（昭和50年） | 28,377人                               |  |
| 1980年（昭和55年） | 31,282人                               |  |
| 1985年（昭和60年） | 35,925人                               |  |
| 1990年（平成2年） | 39,232人                               |  |
| 1995年（平成7年） | 41,100人                               |  |
| 2000年（平成12年） | 41,403人                               |  |
| 2005年（平成17年） | 41,466人                               |  |
| 2010年（平成22年） | 40,257人                               |  |
| 2015年（平成27年） | 41,202人                               |  |
| 2020年（令和2年） | 42,089人                               |  |

2023年3月31日現在人口41,762人（男性:21,800人、女性:19,962人）、20,309世帯（うち外国人人口8,247人（男性:4,320人、女性:3,927人）、4,155世帯）。

## 産業・経済

### 産業
大泉町は第2次産業が非常に盛んで、町内総生産額の約80.6%が第2次産業によるものである（2017年度現在）。2020年の製造品出荷額は約5296億円 （従業者4人以上の事業所のみ）で、県内では太田市（約2兆2694億円）、伊勢崎市（約1兆60億円）、高崎市（約8723億円）に次いで第4位、郡部では第1位で第2位の邑楽町（約3052億円）の約1.7倍の出荷額を誇る。また、第1次産業は全く盛んではなく、町内総生産額を占める割合はわずか0.04%ほどである。新たな産業地点の開発候補地として、上小泉付近の国道354号線沿いの区域（現在は田や畑が広がる）が挙げられている。

#### 町にある主な企業
- パナソニック株式会社 東京製作所（アプライアンス社）
- 株式会社SUBARU 群馬製作所 大泉工場（工場の敷地内に太田市との市町境がある。）
- マルハニチロ株式会社 群馬工場（旧アクリフーズ群馬工場、旧アクリフーズの登記上の本店所在地）
- 雪印ビーンスターク株式会社 群馬工場
- 味の素冷凍食品株式会社 関東工場
- ハナマルキ株式会社 大利根工場

#### 工業団地
出典：
- 太田大泉工業団地（いずみ地内）
- 大泉工業団地（坂田・仙石地内）
- 大利根工業団地（吉田地内）

### 商業

#### ショッピングセンター
- ベスタ大泉 - ベルクを核店舗とした初期型近隣型ショッピングセンター（住吉地内）
- フォリオ大泉SC - フレッセイを核店舗とした小規模近隣型ショッピングセンター（富士・吉田地内）

#### スーパーマーケット
- ベルクベスタ大泉店
- とりせん大泉店
- フレッセイ大泉店
- カスミフードスクエア大泉店
- ベイシア大泉店
- いずみマート大泉店
- スペールメルカド・タカラ太田店（太田店となっているが、大泉町内に存在。）
- キオスケ・シブラジル大泉店

#### ホームセンター
- カインズ大泉店
- コメリハート&グリーン大泉店

#### 家電量販店
- ヤマダデンキテックランド大泉店

### 金融機関
- 群馬銀行大泉支店
  - 群馬銀行大泉東出張所（以前までは富士3丁目に所在していたが、現在は大泉支店内に統合）
  - 群馬銀行個人相談プラザEAST（大泉支店内） - 群馬銀行が行っているローンと資産の運用、保険、相続等を無料で相談できる窓口。国内の群馬銀行366店舗あるなかで個人相談プラザが併設されている店舗はわずか4店舗であり、そのうちの一つである[31]。

- 足利銀行大泉支店
- 東和銀行大泉支店
- JA邑楽館林大泉支店
- 桐生信用金庫大泉支店
- 館林信用金庫大泉支店
- 足利小山信用金庫大泉支店

## 姉妹都市・提携都市

### 海外

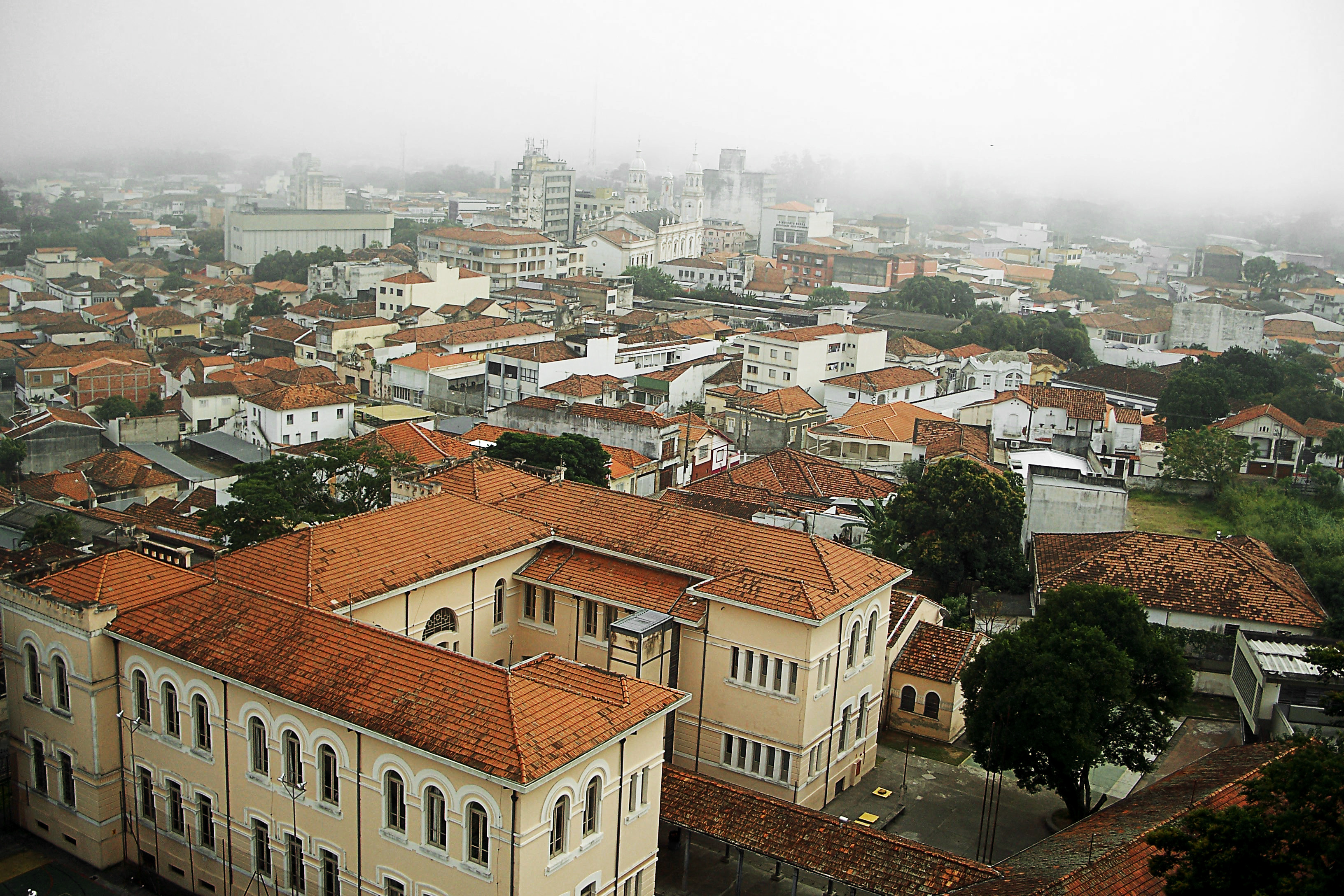
グアラチンゲター市

- グアラチンゲター市（英語版）（ブラジル連邦共和国サンパウロ州）
  - 1992年10月15日提携[32]
    - 民間交流をきっかけに、グアラチンゲター市からの要請を受け姉妹都市提携。しかし、グアラチンゲター市は遠く、言語（ポルトガル語）の壁や治安の問題があること、青少年交流が困難であること、4年ごとに市長・市議会の顔ぶれが一新されてしまうことなどの問題から、交流は休止状態となっている[33][34]。

## 地域
大泉町には住民自治組織として30の自治会が設置されている。各自治会の境は以下の通り。
| 自治会の名称（旧町内名）             | 自治会の区域 |
| ------------------------------------ | --- |
| 東部自治会（久保宿、横根宿）         | 東小泉一丁目 東小泉二丁目の一部 東小泉三丁目の一部 朝日二丁目の一部 朝日三丁目の一部 中央三丁目の一部 大字上小泉の一部 |
| 第2区自治会（仲町、下町）            | 中央三丁目の一部 |
| 第3区自治会（上町、御前宿）          | 中央二丁目の一部 中央三丁目の一部                                                                                      |
| 第4区自治会（仲宿、宮下元宿）        | 城之内一丁目の一部 城之内二丁目の一部 東小泉三丁目の一部                                                               |
| 大泉町第5区自治会（北谷、五反田）    | 大字上小泉の一部 東小泉二丁目の一部 東小泉三丁目の一部 城之内二丁目の一部 北小泉一丁目の一部 北小泉二丁目の一部        |
| 第6区自治会（中新田、高原）          | 大字上小泉の一部 北小泉二丁目の一部 北小泉三丁目の一部 北小泉四丁目の一部                                              |
| 第7区えのき自治会（東西榎町）        | 城之内三丁目の一部 北小泉一丁目の一部 北小泉三丁目の一部                                                               |
| 第8区自治会（西原）                  | 北小泉三丁目の一部 北小泉四丁目の一部                                                                                  |
| 第9区自治会（城之内、切所栄町）      | 城之内一丁目の一部 城之内二丁目の一部 城之内三丁目の一部 城之内四丁目 城之内五丁目 いずみ一丁目                        |
| 第10区東志部自治会（東志部）         | 西小泉一丁目の一部 西小泉二丁目の一部 西小泉四丁目の一部                                                               |
| 東松原自治会（東松原）               | 西小泉二丁目の一部 西小泉三丁目の一部 西小泉四丁目の一部                                                               |
| 第12区自治会（西松原1、2）           | 西小泉三丁目の一部 西小泉四丁目の一部                                                                                  |
| 第13区自治会（坂田東）               | 坂田一丁目 坂田二丁目 坂田三丁目の一部 坂田四丁目の一部 坂田五丁目の一部 坂田七丁目の一部 いずみ二丁目                 |
| 14区自治会（坂田西）                 | 大字坂田の一部 坂田三丁目の一部 坂田四丁目の一部 坂田五丁目の一部 坂田六丁目 坂田七丁目の一部                          |
| 古氷自治会（古氷）                   | 大字古氷の一部 大字坂田の一部                                                                                          |
| 第16区自治会（寄木戸北）             | 大字寄木戸（寄木戸北部）                                                                                               |
| 第17区寄木戸南自治会（寄木戸南）     | 大字寄木戸（寄木戸南部） 仙石三丁目の一部                                                                              |
| 丘山町自治会（丘山町）               | 丘山 大字仙石の一部 |
| 第19区自治会（仙石）                 | 仙石一丁目 仙石二丁目 仙石三丁目の一部 仙石四丁目 大字仙石の一部 大字吉田の一部                                        |
| 古海西自治会（古海西）               | 大字古海（古海西部）                                                                                                   |
| 第21区自治会（古海東）               | 大字古海（古海東部）                                                                                                   |
| 第22区自治会（吉田東）               | 富士一丁目の一部 富士三丁目の一部 大字吉田（吉田東部）                                                                 |
| 第23区自治会（吉田西）               | 大字吉田（吉田西部）                                                                                                   |
| 日の出町自治会（日の出町）           | 日の出 |
| 住吉町自治会（住吉町）               | 住吉 |
| 第26区富士之越自治会（富士之越）     | 富士二丁目 富士三丁目の一部 西小泉一丁目の一部 大字下小泉の一部                                                        |
| 南部南自治会（下横町）               | 朝日一丁目 朝日三丁目の一部 朝日四丁目 朝日五丁目 中央一丁目の一部 中央二丁目の一部 富士一丁目の一部 大字下小泉の一部  |
| 第28区自治会（上横町）               | 中央一丁目の一部 中央二丁目の一部 中央三丁目の一部 朝日二丁目の一部 朝日三丁目の一部 東小泉三丁目の一部                |
| 西志部自治会（西志部）               | 西小泉四丁目の一部 西小泉五丁目                                                                                        |
| 第30区三吉町自治会（三吉町吉田団地） | 大字吉田の一部 |

### 市外局番
大泉町内は全域で「0276」である（太田MA）。

### 郵便番号
大泉町内は全域で「370-05XX」である（大泉郵便局管轄）。

### 警察署

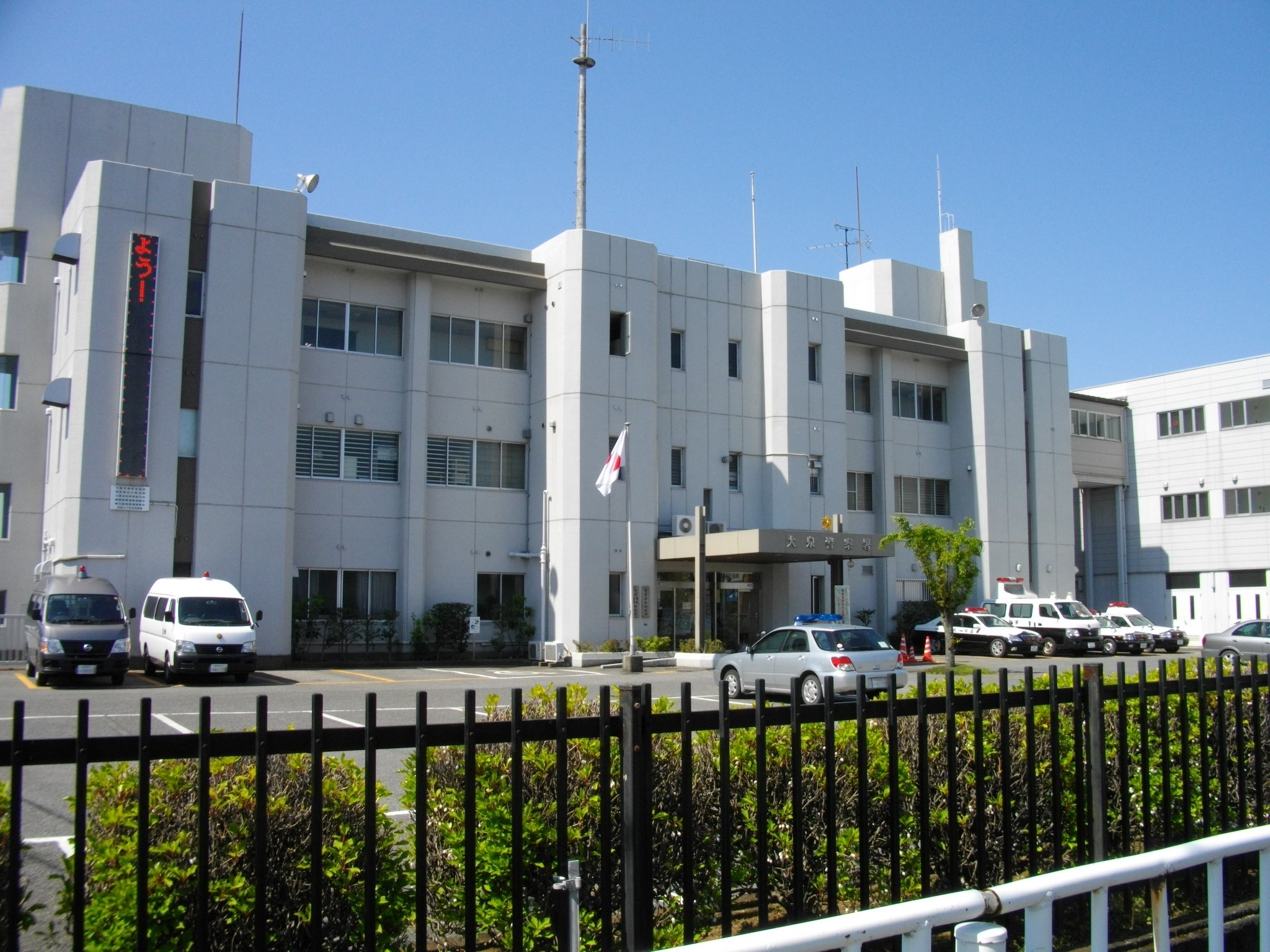
大泉警察署
朝日2丁目にあり、当町と邑楽郡邑楽町、邑楽郡千代田町を管轄している。

### 消防署
大泉消防署
坂田1丁目にあるパナソニックの南西側にあり、「太田市消防本部」に所属している。
大泉消防署城之内出張所
城之内2丁目に所在し、城之内公園の西側にある。

### 教育

#### 学校・保育園
- 保育園
  - 大泉町立北保育園
  - 大泉町立西保育園
  - 大泉町立南保育園
- 小学校
  - 大泉町立北小学校
  - 大泉町立南小学校
  - 大泉町立西小学校
  - 大泉町立東小学校
- 中学校
  - 大泉町立北中学校
  - 大泉町立南中学校
  - 大泉町立西中学校
- 高等学校

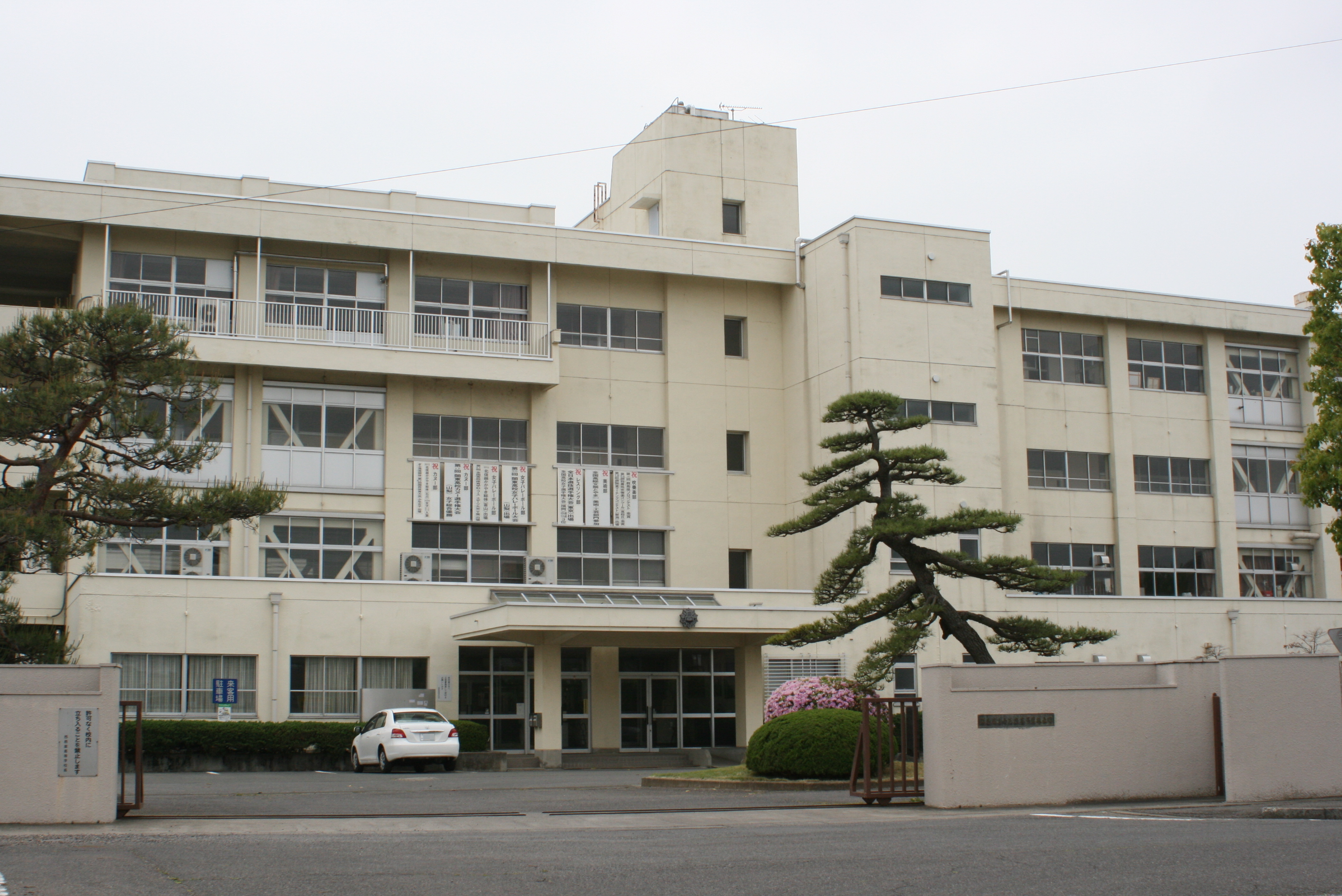
西邑楽高等学校

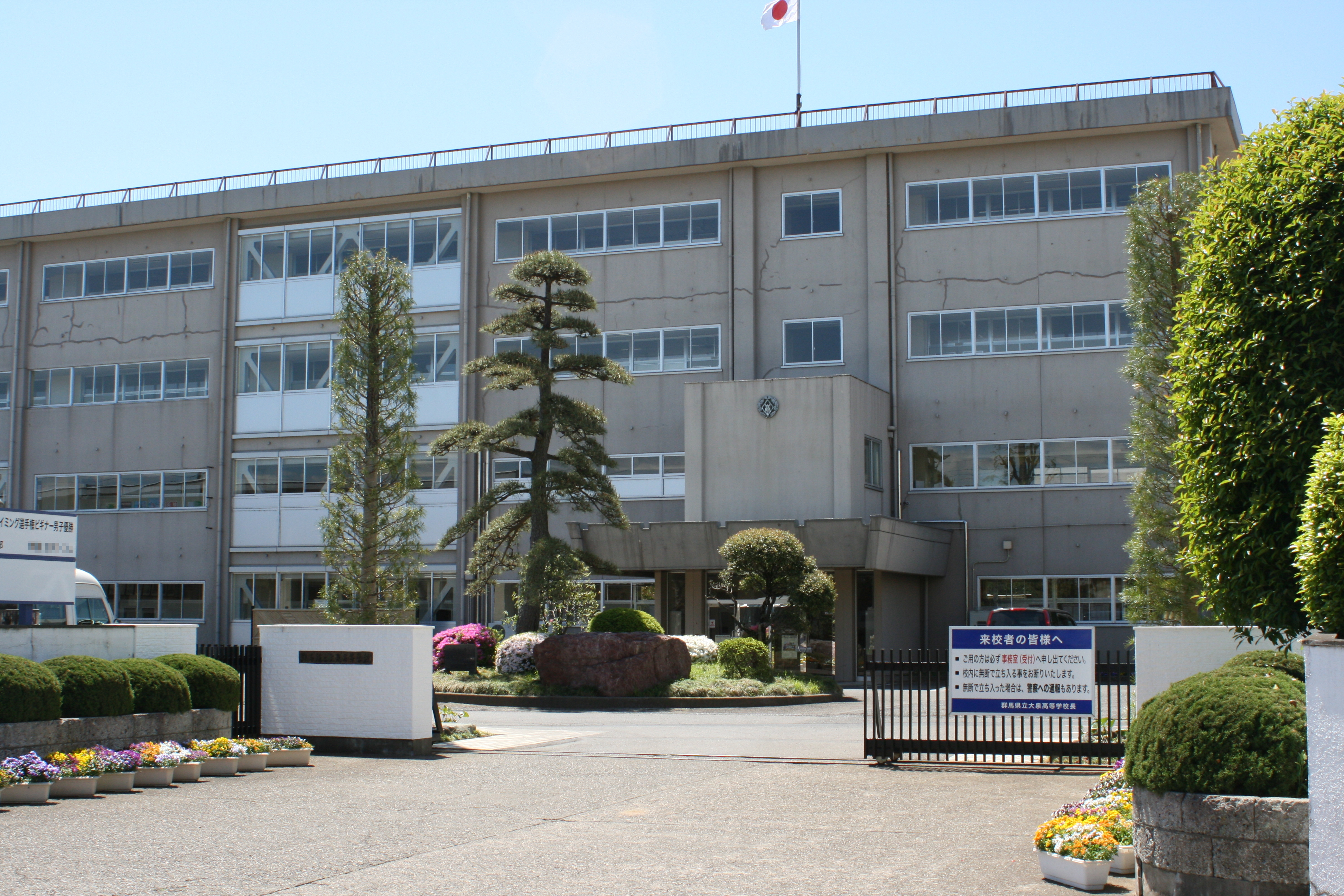
大泉高等学校

  - 群馬県立西邑楽高等学校（校舎のみ。校庭は邑楽町。）
  - 群馬県立大泉高等学校
- 専門学校
  - 大泉保育福祉専門学校
- その他
  - 日伯学園（無認可校）

#### その他公共施設・スポーツ施設
出典：
- ヴィアックス大泉町図書館[37]
- 大泉町児童館
  - 北児童館
    - 北児童館第2学童棟

  - 東児童館
  - 西児童館
    - 西児童館第2学童棟
    - 西児童館第3学童棟

  - 南児童館
- 大泉町公民館
  - 大泉町公民館南別館
    - 多文化共生コミュニティセンター[38]
    - 住民活動支援センター
- 大泉町地域活動支援センター
- 大泉町保健福祉総合センター
- 老人福祉センター
- 洋泉興業大泉町文化むら[39]
  - 大ホール
  - 小ホール
  - 大泉町文化むら資料館（旧対比地家住宅）
- 東朋産業いずみの杜[40]
  - 展望台
  - 沐浴棟（温水プール、浴室、サウナ）
- 大泉町教育研究所
- 大泉町衛生センター
- 東小泉駅前安全センター
- 高齢者ふれあいセンター
  - 高齢者ふれあいセンター北小泉
  - 高齢者ふれあいセンター寄木戸
  - 高齢者ふれあいセンター吉田
- 志部公園
  - 相撲場
- 南公園[41]
  - 野球場

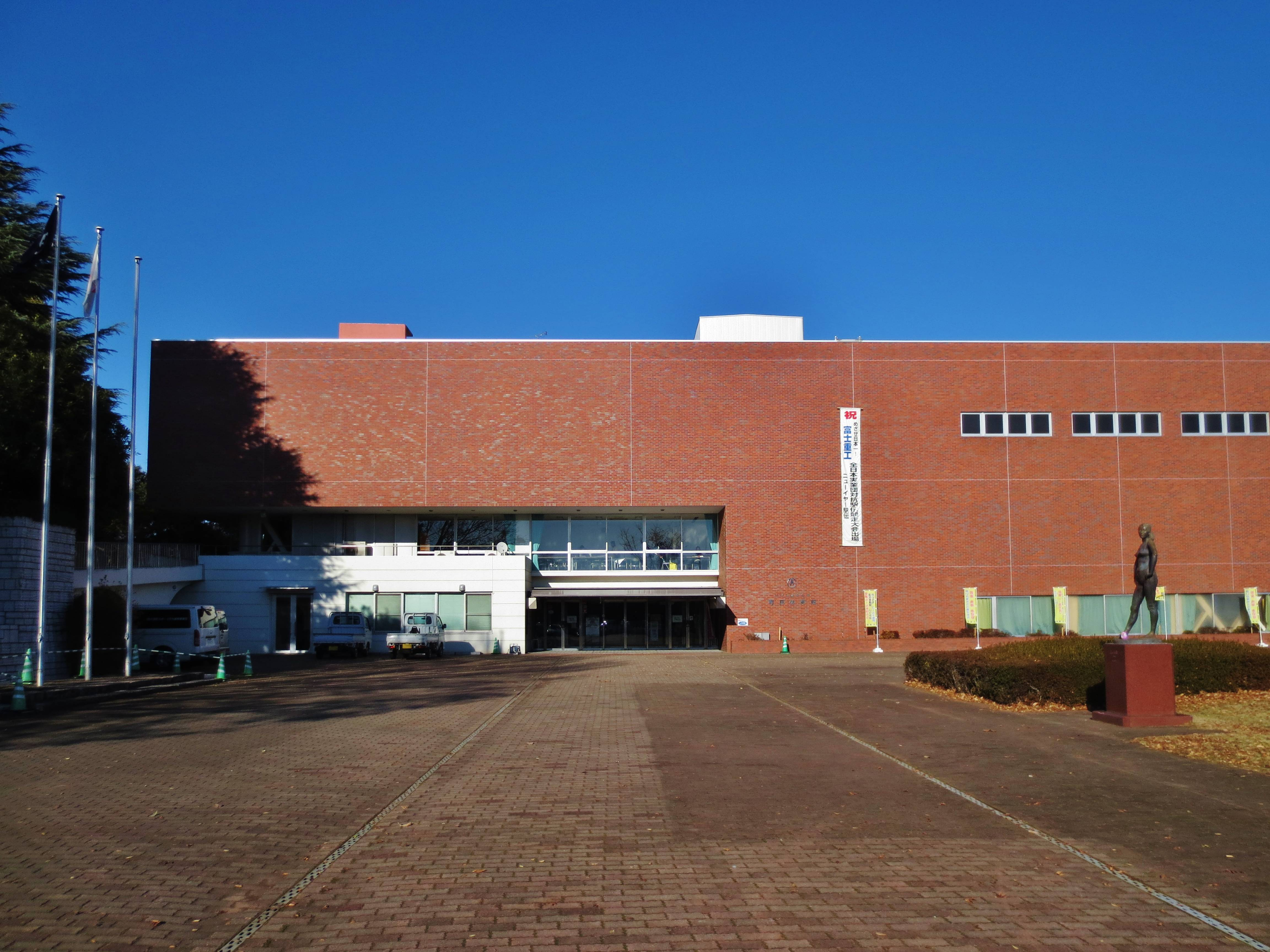
町民体育館

  - テニスコート（クレー、グリーンサンド、砂入人工芝）
- 御正作公園[42]
  - 御正作公園 ソフトボール場
- いずみ総合公園
  - いずみ総合公園町民体育館[43]
  - いずみ総合公園ワカキヤ大泉町民野球場[44]
  - いずみ総合公園ワカキヤいずみサッカー場[44]
- 大泉スバル運動公園[45]
  - 野球場
  - サッカー場
  - テニスコート
- とね運動場[46]
  - ソフトボールグラウンド
  - サッカーグラウンド

## 交通
出典：

### 鉄道

#### 東武鉄道
- 東武小泉線：東小泉駅 - 小泉町駅 - 西小泉駅

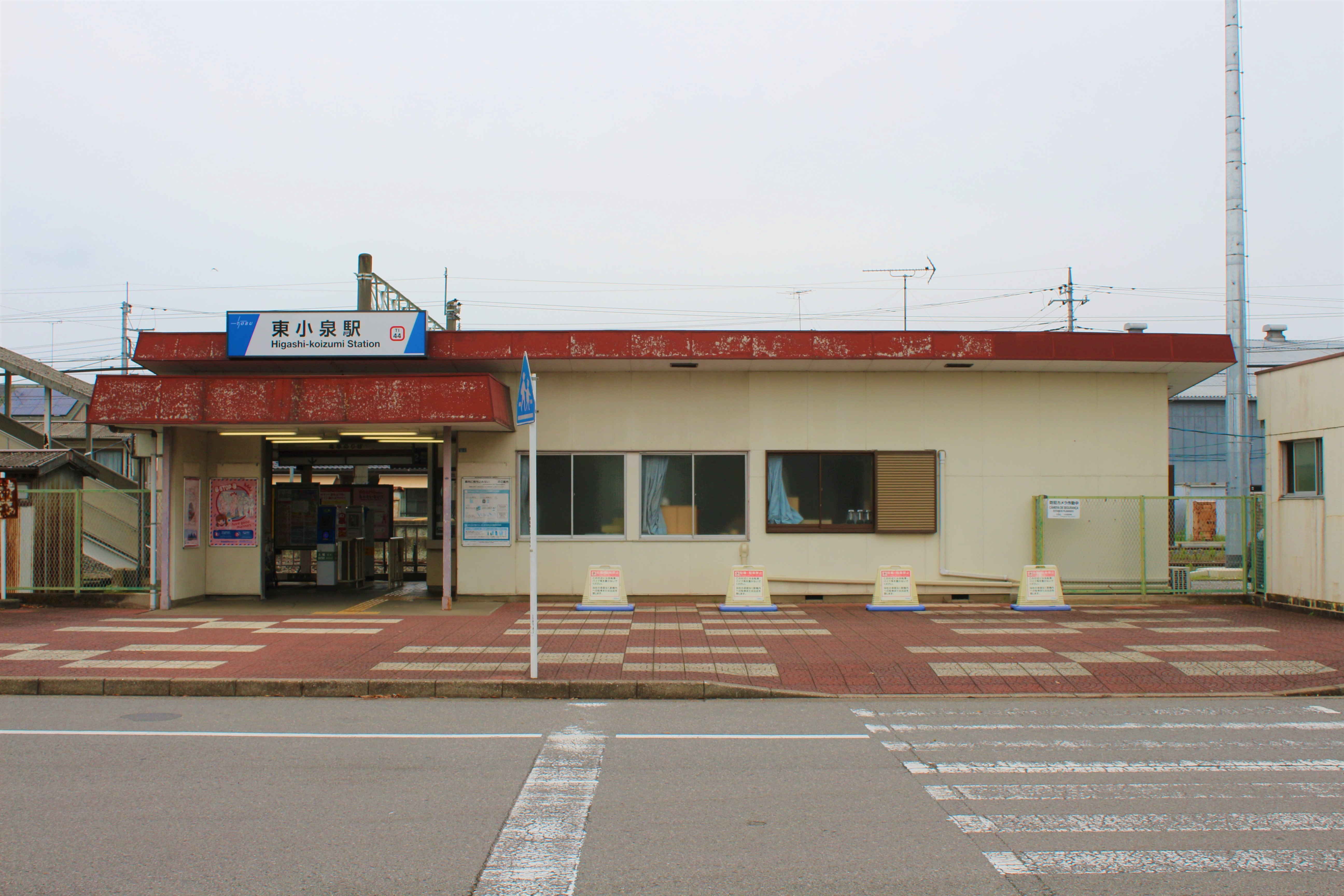
東小泉駅

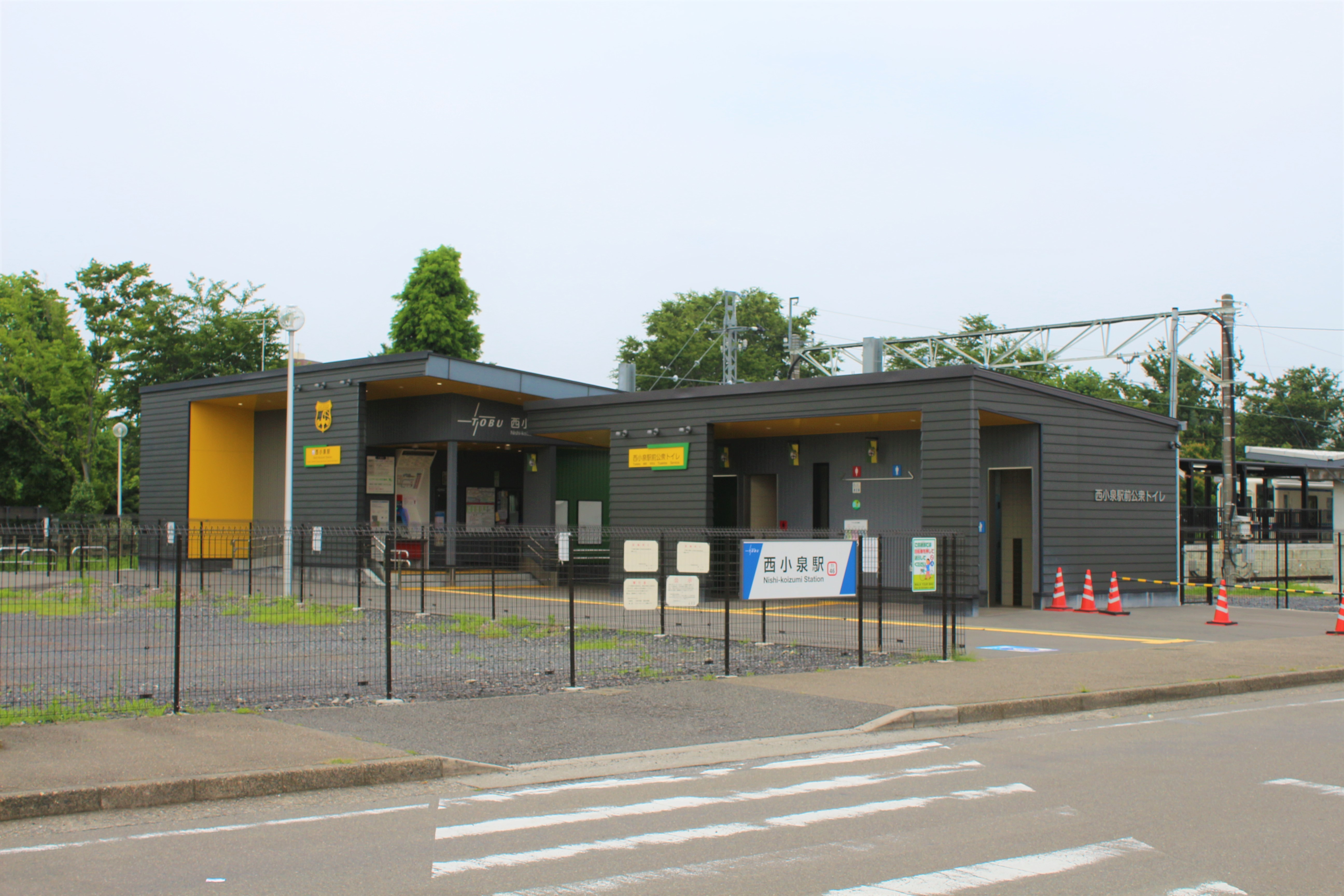
西小泉駅

### 道路
工業都市由来の幅23mの幹線道路を軸に、碁盤の目状に張り巡らせた道路網が整備され、多くは街路樹が配されている。
- 高速道路
  - 町内に高速道路は通っていない。最寄りのインターチェンジは北方の北関東自動車道・太田桐生ICである。また、東方には東北自動車道・館林ICが、南方には関越自動車道・東松山ICが存在する。
- 一般国道
  - 国道354号 - 町内を走る区間は東毛広域幹線道路として整備が進められている。
  - 国道122号（八重笠道路） - 国道354号と上小泉交差点で交差。町内を走る区間は数メートル。
- 県道
  - 群馬県道38号足利千代田線
  - 群馬県道313号太田大泉線
  - 群馬県道314号古戸館林線
  - 群馬県道320号線中小泉停車場線
  - 群馬県道361号矢島大泉線
  - 群馬県道142号綿貫篠塚線 - 東毛広域幹線道路開通により国道354号が一本化され、国道指定解除になった区間である。

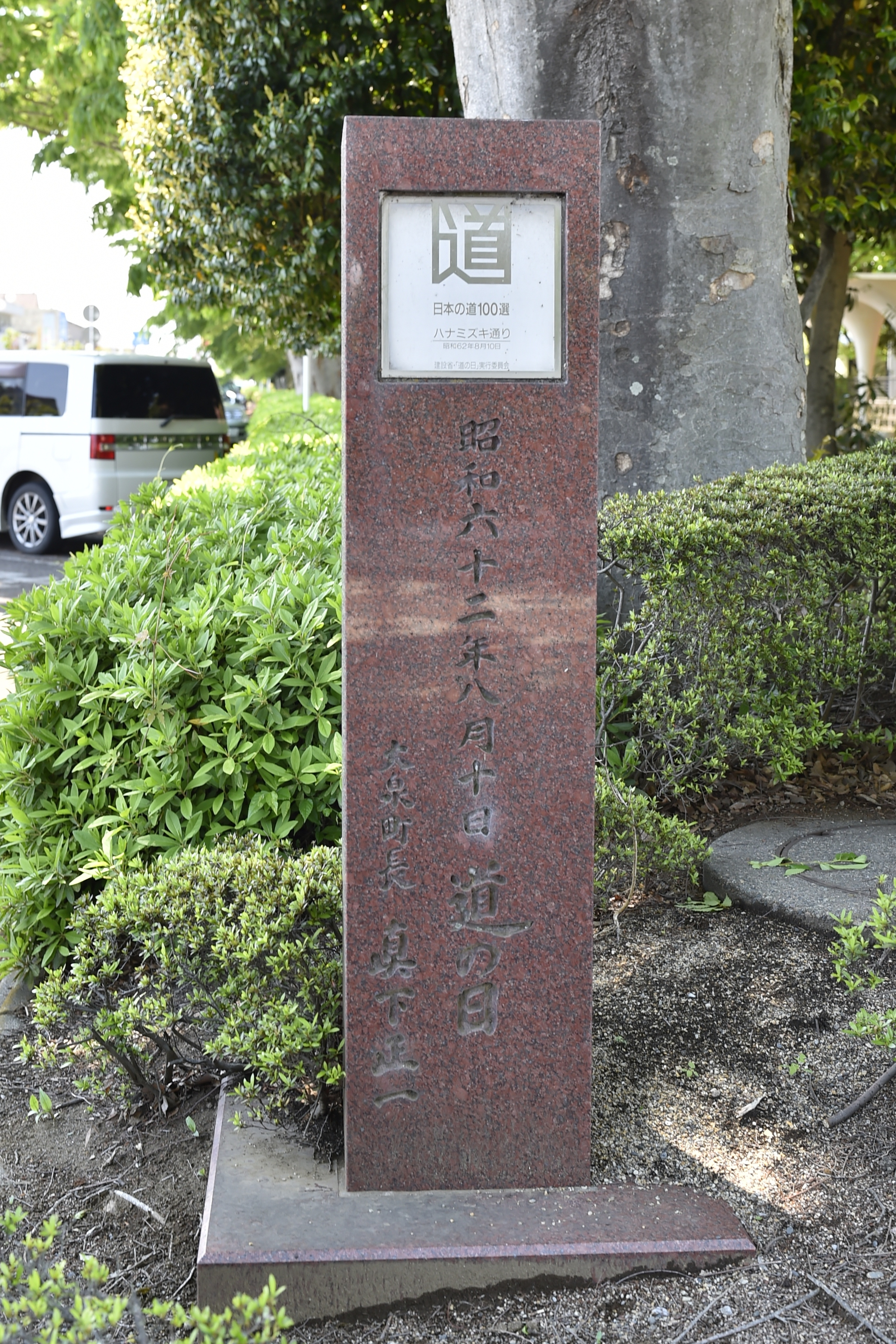
「日本の道100選」顕彰碑（ハナミズキ通り）

- 町道
  - ハナミズキ通り（町道2-33号）「日本の道100選」顕彰碑（ハナミズキ通り）
西小泉駅から南側へ延びる2級路線町道33号線で、坂田2丁目（西小泉駅前）から坂田1丁目間（大泉中央公園前）の1.2km区間が1987年（昭和62年）8月10日に、旧建設省と「道の日」実行委員会により制定された「日本の道100選」にも選定された町を代表する道路である[49]。その名の通り、ハナミズキの街路樹が植えられている。道路西側沿いに、東武鉄道敷地跡を町が借用して1978年度（昭和53年度）から5か年計画で完成させた自然と芸術の散歩道の「いずみ緑道」があり、町民の憩いの場となっている[49]。
  - パナソニックを囲む町道は片側2車線道路として整備されている。これは戦中に中島飛行機工場の周辺の道が広めに整備されたためである。

### 路線バス
太字は大泉町内の代表的停留所名。
- 広域公共バスあおぞら：大泉・千代田線 （太田記念病院 - 太田駅南口 - 西小泉駅バスターミナル - 千代田町役場前）[50]
- 高齢者等デマンド交通「ほほえみ」[51]
- 朝日自動車：西小泉駅 - 妻沼下町 - 熊谷駅
- メープル号：太田駅南口 - BUSターミナルおおた - 大泉町役場前 - 館林市役所前 - 成田空港（関東自動車・千葉交通）[52]
- 桐生駅南口 - 太田駅南口 - BUSターミナルおおた - 大泉町役場前 - 館林市役所前 - 羽田空港（東京空港交通・日本中央バス）[53]
- シルクライナー：前橋バスセンター - 桐生駅南口 - 太田駅南口 - BUSターミナルおおた - 大泉町役場前 - 邑楽町役場 - 館林市役所前 - 金山駅南口 - 名古屋駅太閤通口 - JR奈良駅 - 大阪OCAT（日本中央バス）[54]

#### 廃止された路線バス
- 町内循環バスさわやか（2005年-2014年）

## 観光

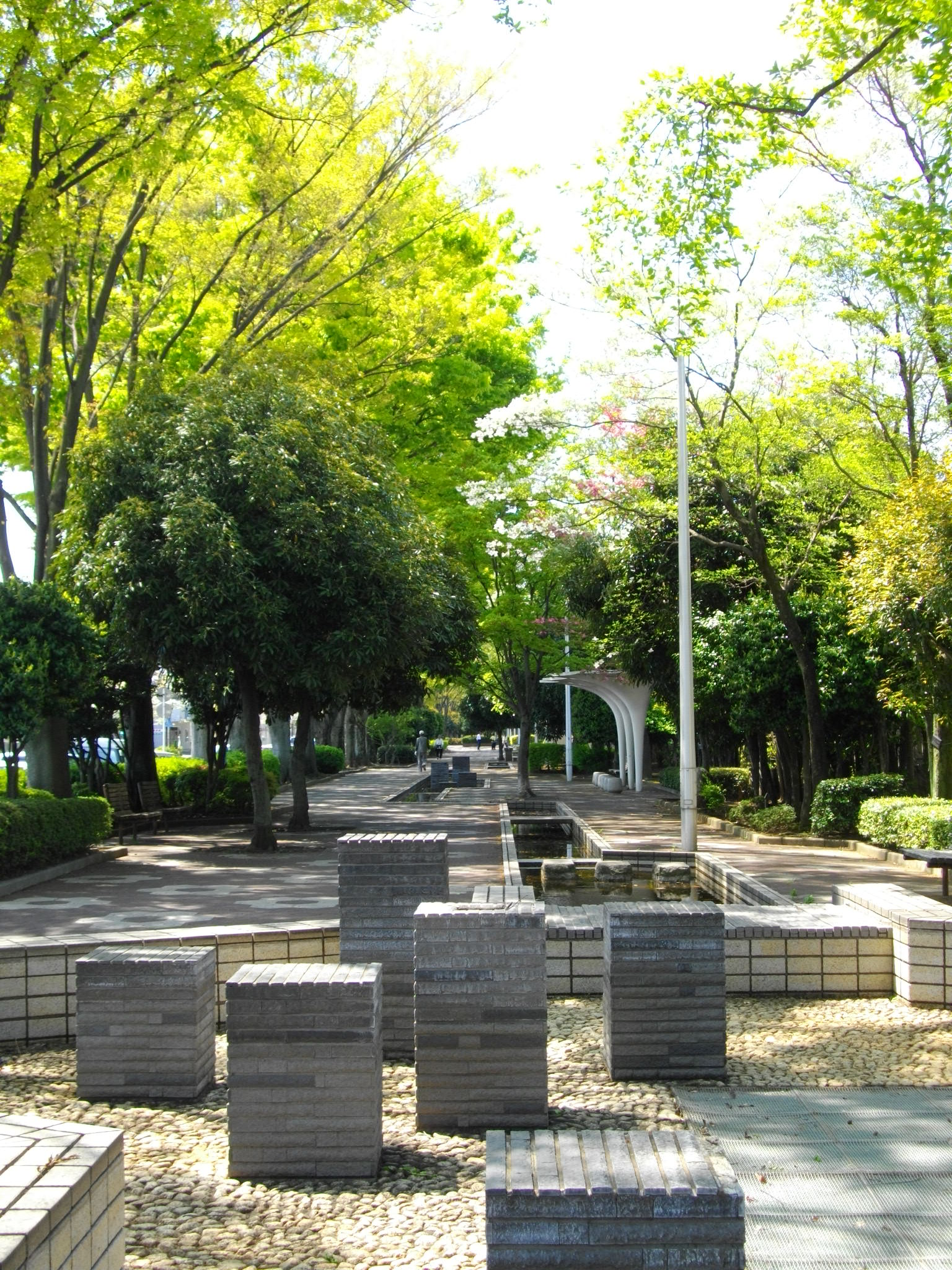
いずみ緑道

### 史跡・名所
- 小泉氏 - 藤原秀郷流。家紋は三つ巴。
- 富岡氏 - 藤原秀郷流。家紋は三つ巴。
- 城之内公園 - 1489年に築城された小泉城跡の公園。
  - 城之内古墳
  - 黎明地蔵尊
  - 英霊塔 - 第二次世界大戦中の戦没者の慰霊施設。
- いずみ緑道 - 城之内公園から西小泉駅を通りいずみ総合公園までの全長4kmの緑地ゾーン。戦前・戦中に計画されていた、西小泉駅から熊谷駅を結ぶ鉄道予定地がこのいずみ緑道[55]とハナミズキ通り[56]となって残されている。
- 分水堀緑道
- 龍泉院 - 富岡氏の命により1534年建立。
- 小泉神社
- 社日稲荷神社
- 浅間神社
- 間之原遺跡 - 当町北部から太田市竜舞にかけて広がる、縄文時代前期の遺跡。

### イベント
出典：
- 大泉まつり - 毎年7月第4土曜日・日曜日に県道142号線を歩行者天国にして開催。
- 社日祭 - 毎年3月・9月第4日曜日に社日稲荷神社で開催。江戸時代から２つの大釜に熱湯を沸かしその熱湯に小笹をつけて全身に浴び神託を仰ぐという「探湯神事」が行われている。
- 初山 - 毎年6月1日に浅間神社で開催。江戸時代から受け継がれている伝統行事で、子供の無事な成長を願い生後1年未満の赤ちゃんが額に朱の印を押してもらう。
- 西宮大祭 - 毎年11月19・20日に西宮神社で開催。えびす講として町民に親しまれている。
- 産業フェスティバル - 毎年11月第1日曜日に洋泉興業大泉町文化むらで開催。大泉町商工会員事業所およそ50店舗が様々な商品や製品を展示即売する。
- 活きな世界のグルメ横丁[58] - 毎年3月〜6月、8月〜11月の第4日曜日にいずみ緑道花の広場で開催。
- 城之内公園桜まつり - 毎年3月下旬から4月上旬に城之内公園で開催。約300本もの桜が咲き乱れて、花見客が町内外問わず訪れる。
- 花菖蒲まつり - 毎年6月上旬頃に分水堀緑道で開催。地元有志のボランティア活動により植えられた花菖蒲が鮮やかに咲き誇る。

## 著名な出身者
- 青田純子 - フルート奏者（武蔵野音楽大学卒業）
- 石井亜海 - プロレスリング選手（育英大学所属）
- 石毛善衛 - 競馬騎手、調教師。（2014年10月24日没）（91歳没）
- 江原大介 - 俳優
- 小淵雅 - プロバスケットボール選手
- 金井俊文 - ヨーロッパを拠点に活動するオーケストラ指揮者 （第16回上毛芸術文化賞受賞）
- 齊藤千花 - ソプラノ歌手（武蔵野音楽大学卒業）
- 佐藤穣 - プロサッカー選手
- 紫吹淳 - 女優・元宝塚歌劇団月組男役トップスター
- 谷口裕介 - プロサッカー選手（Jリーグ・ヴァンラーレ八戸所属）
- 内藤理沙 - 美少女クラブ31のメンバー
- 細谷清吉 - 郷土史学者、元群馬県立太田高等学校教諭
- 森浩美 - 作詞家
- 横山翔平 - プロサッカー選手
- Fuji Taito - ラッパー